# Sielsowiet Hłuszkiewicze
Sielsowiet Hłuszkiewicze (biał. Глушкавіцкі сельсавет, Hłuszkawicki sielsawiet; ros. Глушковичский сельсовет) – sielsowiet na Białorusi, w obwodzie homelskim, w rejonie lelczyckim, z siedzibą w Hłuszkiewiczach.

## Demografia
Według spisu z 2009 sielsowiet Hłuszkiewicze zamieszkiwało 2101 osób, w tym 2043 Białorusinów (97,24%), 42 Ukraińców (2,00%), 3 Rosjan (0,14%), 3 Baszkirów (0,14%) i 10 osób, które nie podały żadnej narodowości.
Do 2019 liczba ludności spadła do 1839 osób.

## Geografia i transport
Sielsowiet położony jest na Polesiu, w południowo-zachodniej części rejonu lelczyckiego. Z trzech stron (z wyjątkiem północy) otoczony jest przez terytorium Ukrainy. Większość jego powierzchni zajmują lasy.
Jedyny dochodzący dojazd od strony Białorusi - droga republikańska R36, przebiega przez Ukrainę. W ciągu tej drogi znajduje się tu przejście graniczne Hłuszkiewicze – Majdan-Kopyszczenśkyj.

## Miejscowości
Jedyną miejscowością wchodzącą w skład sielsowietu jest agromiasteczko Hłuszkiewicze.